# Llave (herramienta)

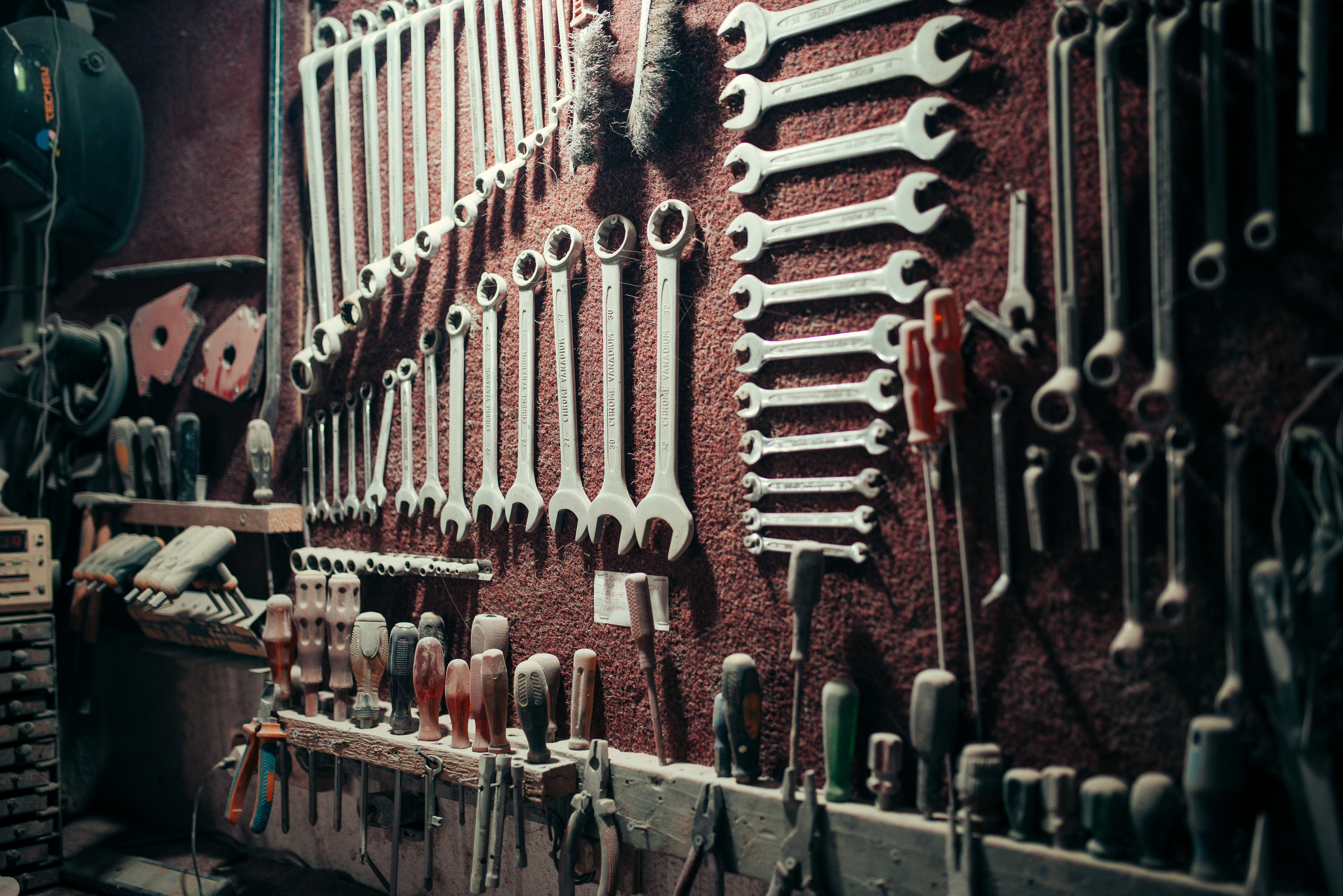
Distintos tipos de llaves, entre otras herramientas, en la pared de un garaje

Las llaves de apriete son las herramientas manuales que se utilizan para apretar elementos atornillados mediante tornillos o tuercas con cabezas principalmente hexagonales. En las industrias o grandes producciones estas llaves son sustituidas por pistolas neumáticas o por atornilladoras eléctricas portátiles.

## Llave de boca fija

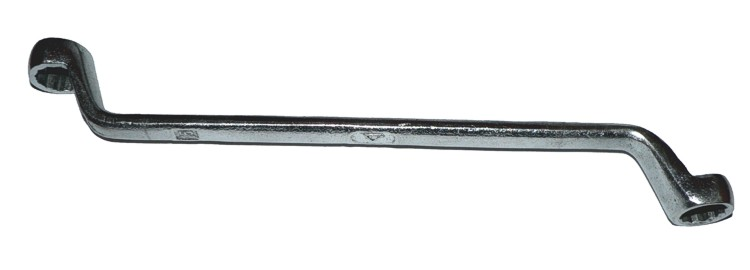
Llave de estrella acodada

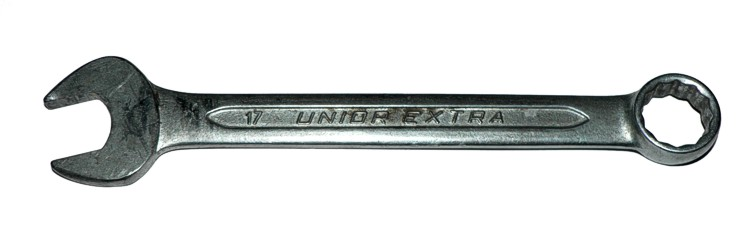
Llave de boca mixta o combinada

Las llaves de boca fija son herramientas manuales destinadas a ejercer el esfuerzo de torsión necesario para apretar o aflojar tornillos que posean la cabeza que corresponde con la boca de la llave. Las llaves fijas tienen formas muy diversas y tienen una o dos cabezas con una medida diferente para que pueda servir para apretar dos tornillos diferentes. Incluidas en este grupo están las siguientes:
- Llave de boca mixta o combinada
- Llave de estrella acodada
- Llave de carraca
- Llave de vaso o llave de dado
- Llave tubo
- Llave en dos
- Llave para tornillos de cabeza Allen
- Grifa dobladora

### Normas de uso de las llaves fijas

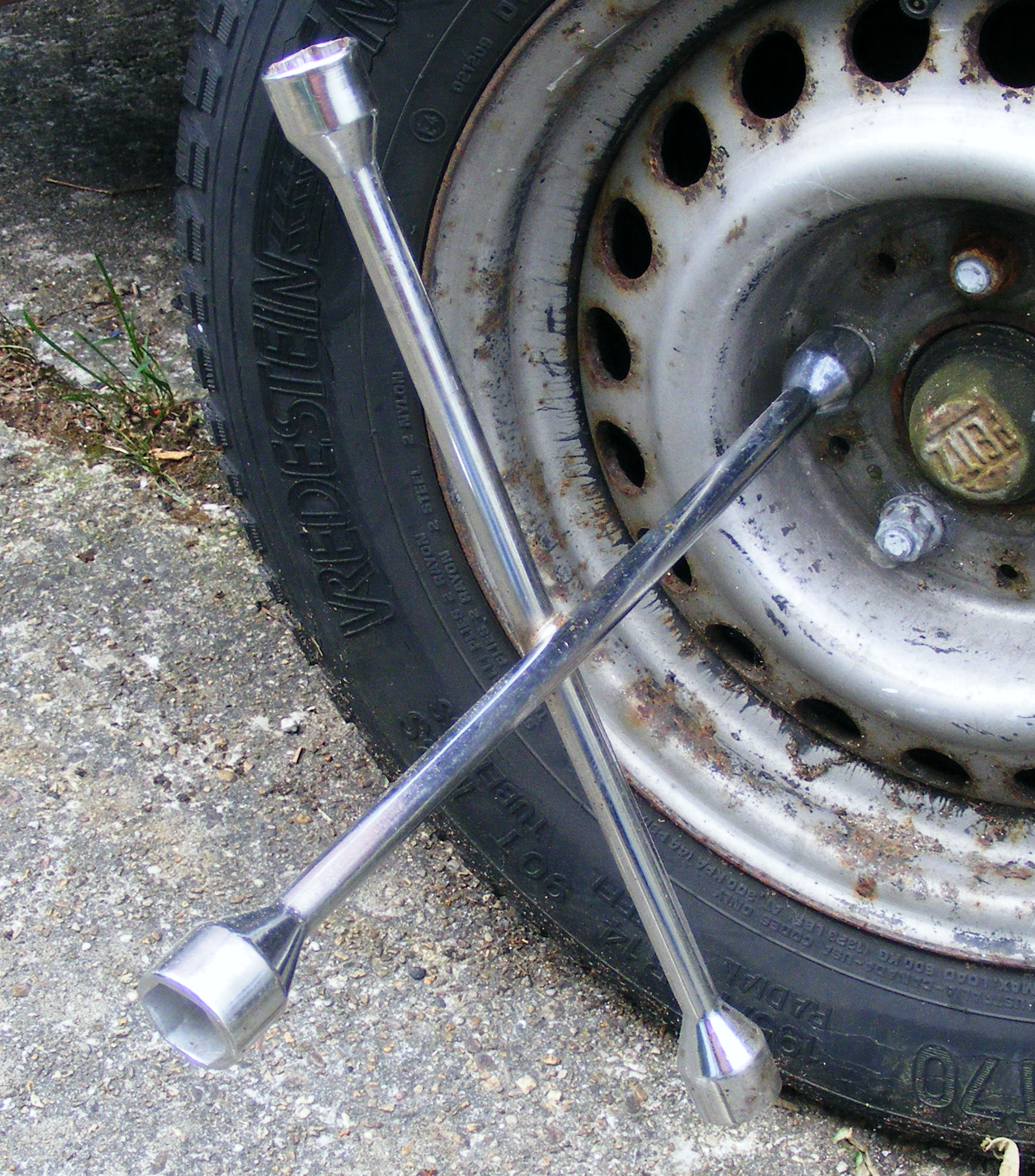
Llave en cruz, utilizada para cambiar ruedas de vehículos

- Deberá utilizarse siempre la llave que ajuste exactamente a la tuerca, porque si se hace con una llave incorrecta se redondea la tuerca y luego no se podrá aflojar ("se rueda").
- Las tuercas deberán apretarse sólo lo necesario, sin alargar el brazo de la llave con un tubo para aumentar la fuerza de apriete.
- Se utilizarán preferentemente llaves fijas en vez de boca ajustable, porque ofrecen mejores garantías de apriete y así se evita el redondeo.

El material que compone todo tipo de herramientas suele ser una aleación de acero templado. Concretamente, las llaves son un aleación de acero con cromo y vanadio. Los profesionales autónomos y en los talleres existen juegos de estas llaves que normalmente van desde una boca de 6 milímetros hasta una boca de 24 milímetros, excepto las llaves Allen, que tienen dimensiones diferentes.

## Llaves de boca ajustable
Son herramientas manuales diseñadas para apretar y aflojar tuercas de cabeza hexagonal, con la particularidad de que pueden variar la apertura de sus quijadas en función del tamaño de la tuerca. Hay varios tipos de llave ajustables, por ejemplo:

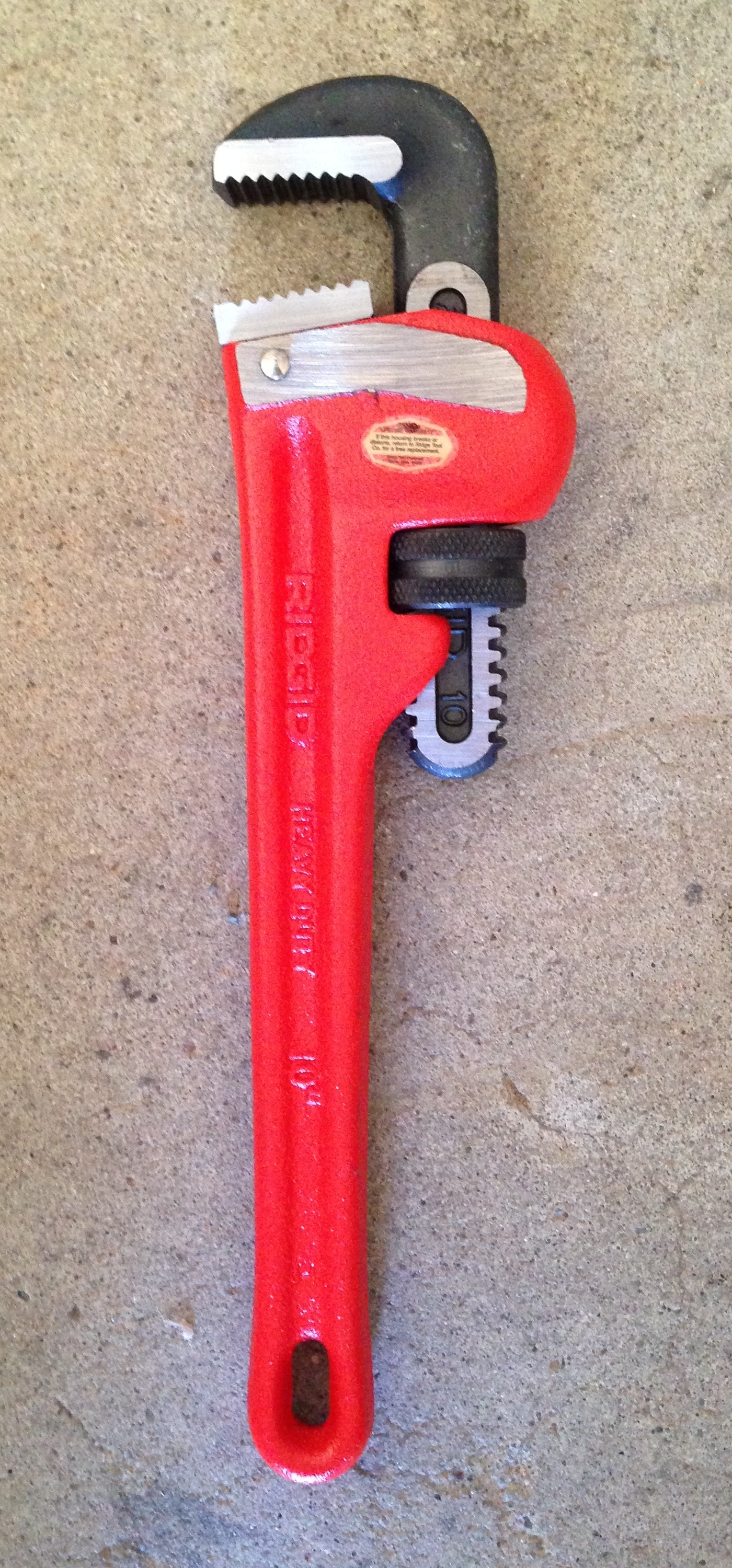
Llave inglesa
Llave Stillson
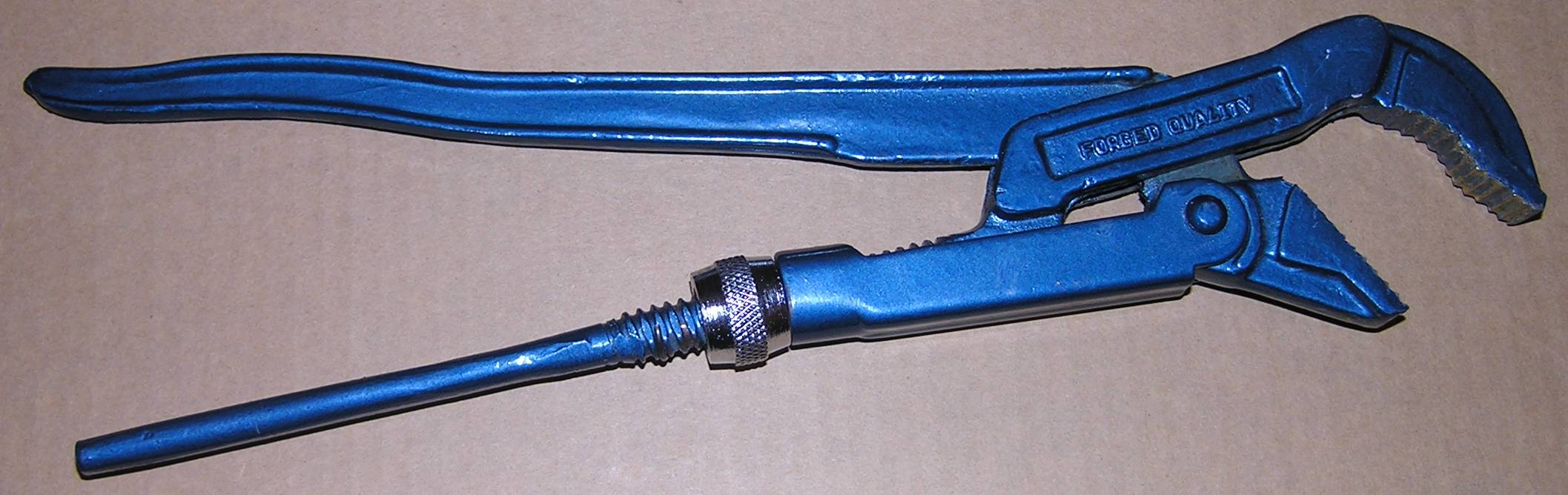
Llave sueca para el apriete de tubos

- Llave sueca
- Llave alavesa

- Llave Stillson
- Llave inglesa
- Llave sueca para el apriete de tubos

## Historia de la invención

### Llave inglesa

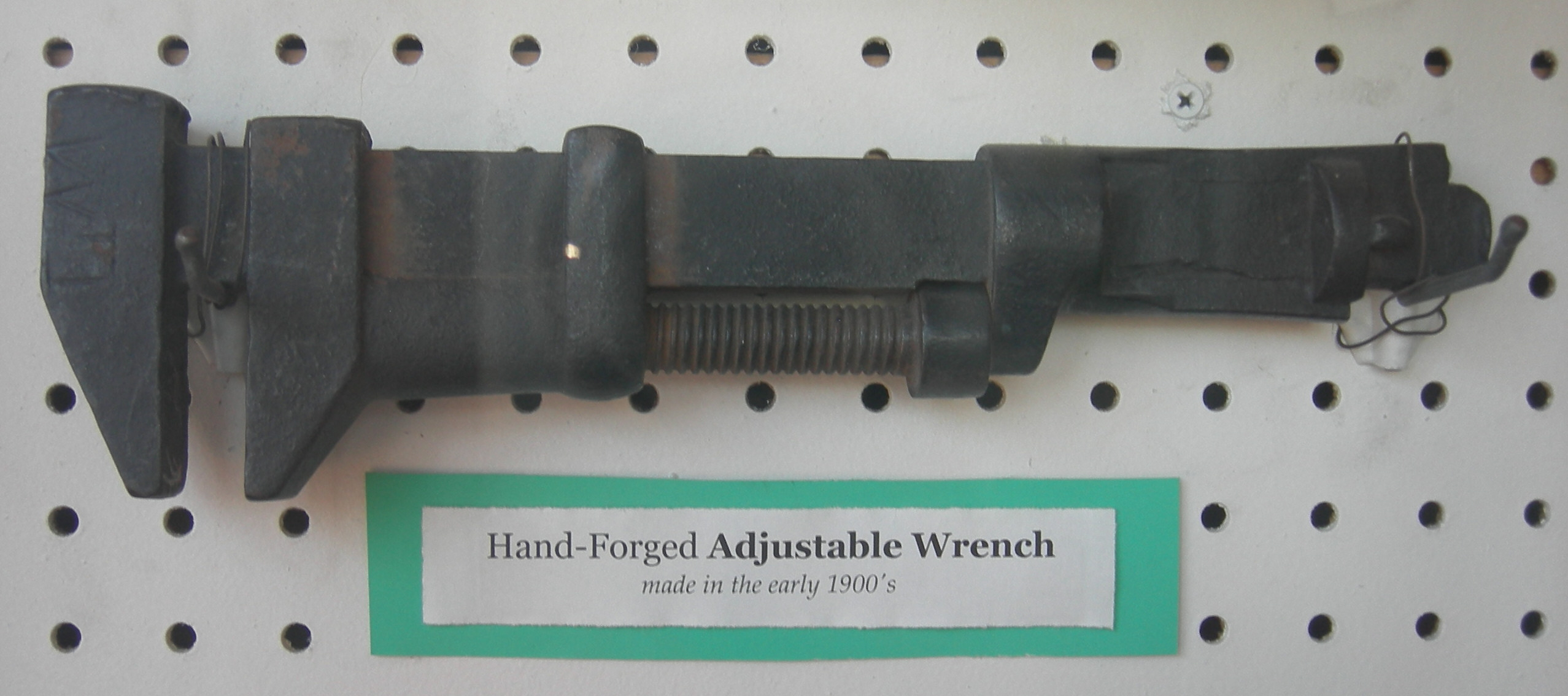
Llave inglesa del

La primera mención de una llave inglesa en Europa se producen en el siglo XV. Sin embargo, la amplia difusión de llaves eran sólo del siglo XIX. Una de las llaves de la producción de la primera empresa especializada Mauser. Ahora bien, es imposible determinar la autoría de la invención de la llave. Entre los siglos XIX y XX se registraron numerosas patentes para varios modelos de llaves. El primer modelo de una llave ajustable con esponjas transpone fueron inventados por Edwin Beard Budding, y el modelo de la chaveta deslizante (el llamado "francés") inventó y patentó el LeRoy-Tribo en 1837. Petter Johansson en 1892 modificó el mono clave, añadiendo el diseño de un gusano, una clave por un largo tiempo como la "Suecia". Puesto que había una gran cantidad de diseños y patentes para diferentes tipos de llaves. Sólo a finales del siglo XIX y principios del siglo XX, se produjo una separación entre las llaves con medidas métricas y en pulgadas.

## Llaves dinamométricas

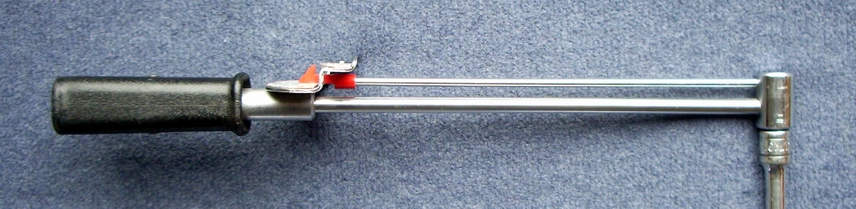
Llave dinamométrica

Hay tornillos que por sus condiciones de trabajo tienen que llevar un apriete muy exacto. Si van poco apretados se van a aflojar causando una avería, y si van muy apretados se pueden descabezar. Para estos casos de apriete de precisión se utilizan las llaves dinamométricas. Consisten en una llave fija de vaso a la que se acopla un brazo en el que se regula el par de apriete, de forma que si se intenta apretar más, salta un mecanismo que nos indica que si seguimos apretando no daremos el par de apriete antes fijado. Nunca se debe reapretar a mano un tornillo que antes haya sido apretado al par adecuado.
Las pistolas neumáticas de apriete no son llaves dinamométricas aunque lo parecen, porque pueden desajustarse con facilidad.

## Llave tubo o de carraca

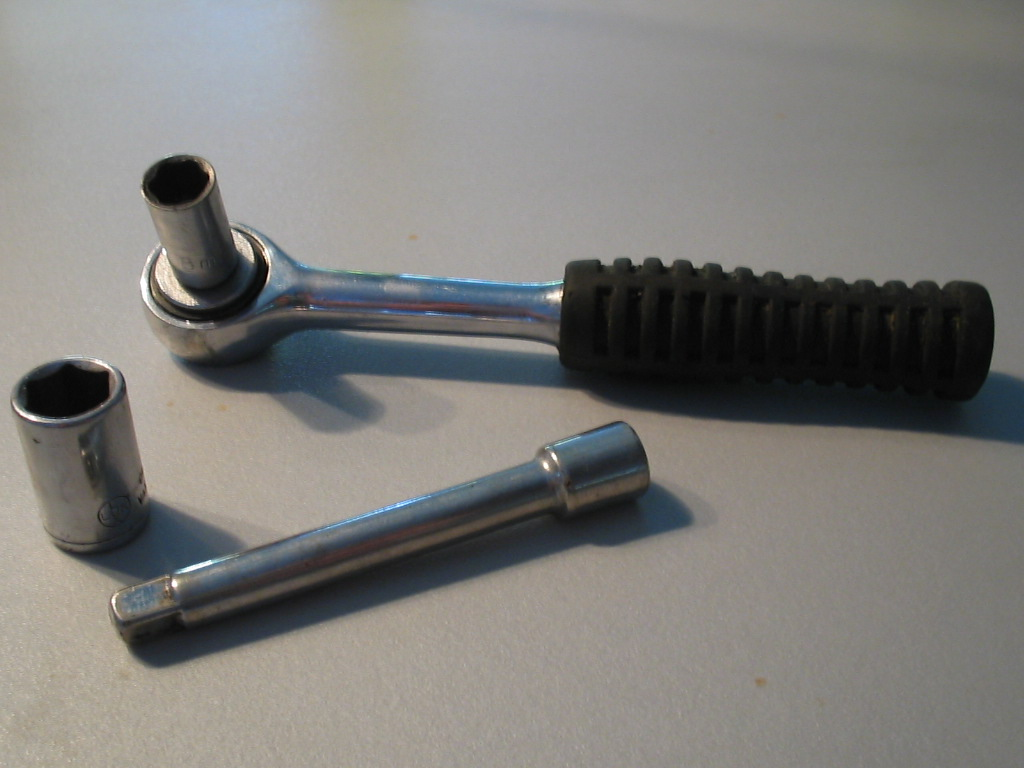
Llave tubo con carraca y varilla de extensión

La llave tubo por lo general posee un mango con un sistema tipo trinquete, que permite ajustar o aflojar de una forma más rápida un tornillo o tuerca. Esto es posible mediante su mecanismo de trinquete, que cambia de sentido mediante una palanca selectora, ambos colocados en la cabeza de la llave. Una vez acoplada al tornillo o la tuerca solo ejerce fuerza en un sentido (apretar o aflojar) y al mover en el otro sentido el acoplamiento con la llave gira libre produciendo un sonido de chicharreo, que es el que le da nombre a la herramienta. Como no hace falta acoplar y desacoplar la llave en cada porción de giro, se evita esa pérdida de tiempo y se realiza el trabajo mucho más rápido.
Como en la dinamométrica, se le adapta un "vaso" o "copa" para cada tamaño de tuerca o tornillo y no es necesario tener un mango diferente para cada medida.

## Llaves tipo Allen

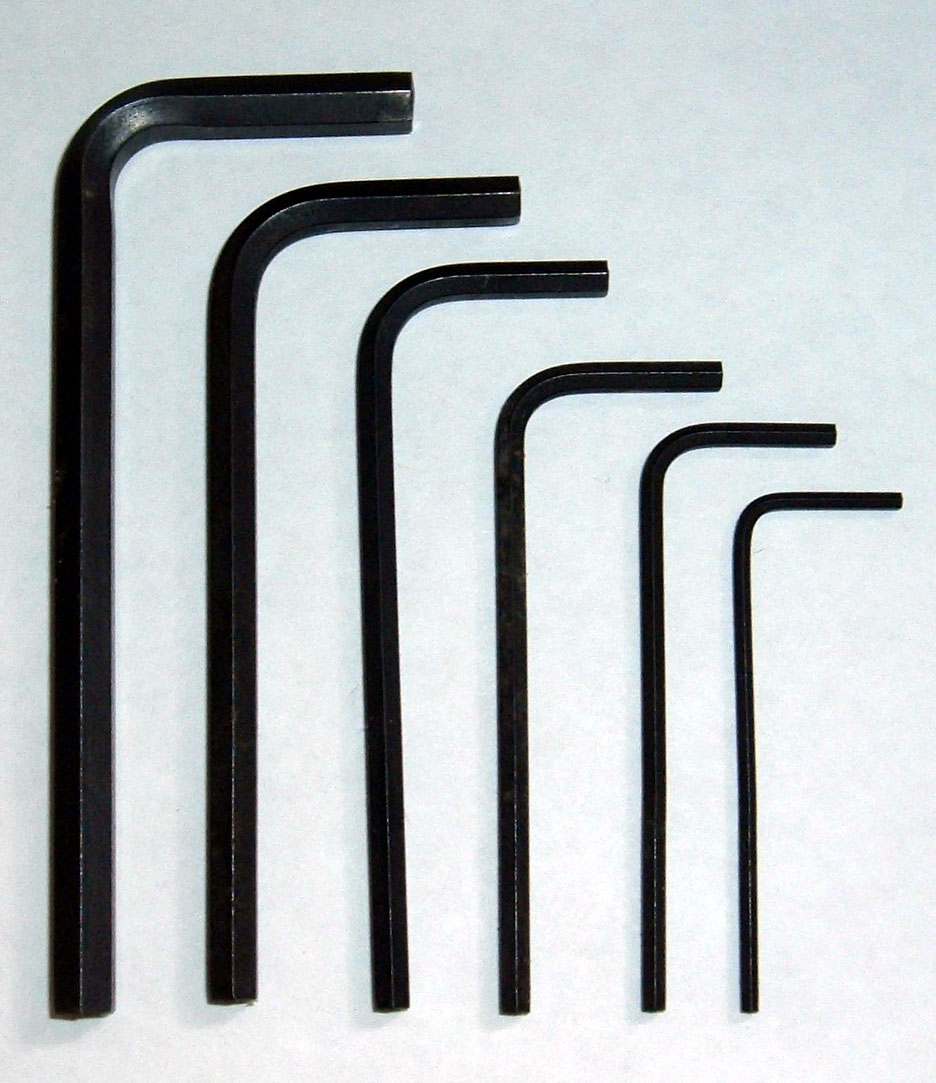
Llave Allen

También llamada llave en L, por su forma, es una herramienta usada para atornillar/desatornillar tornillos que tienen cabeza hexagonal interior a diferencia de los tornillos normales que tienen forma lisa o de estrella. En comparación con un tornillo philips resiste mayores pares. También llamada llave de prisionero (Cuba).